# Maracatu Nação Estrela Brilhante do Recife

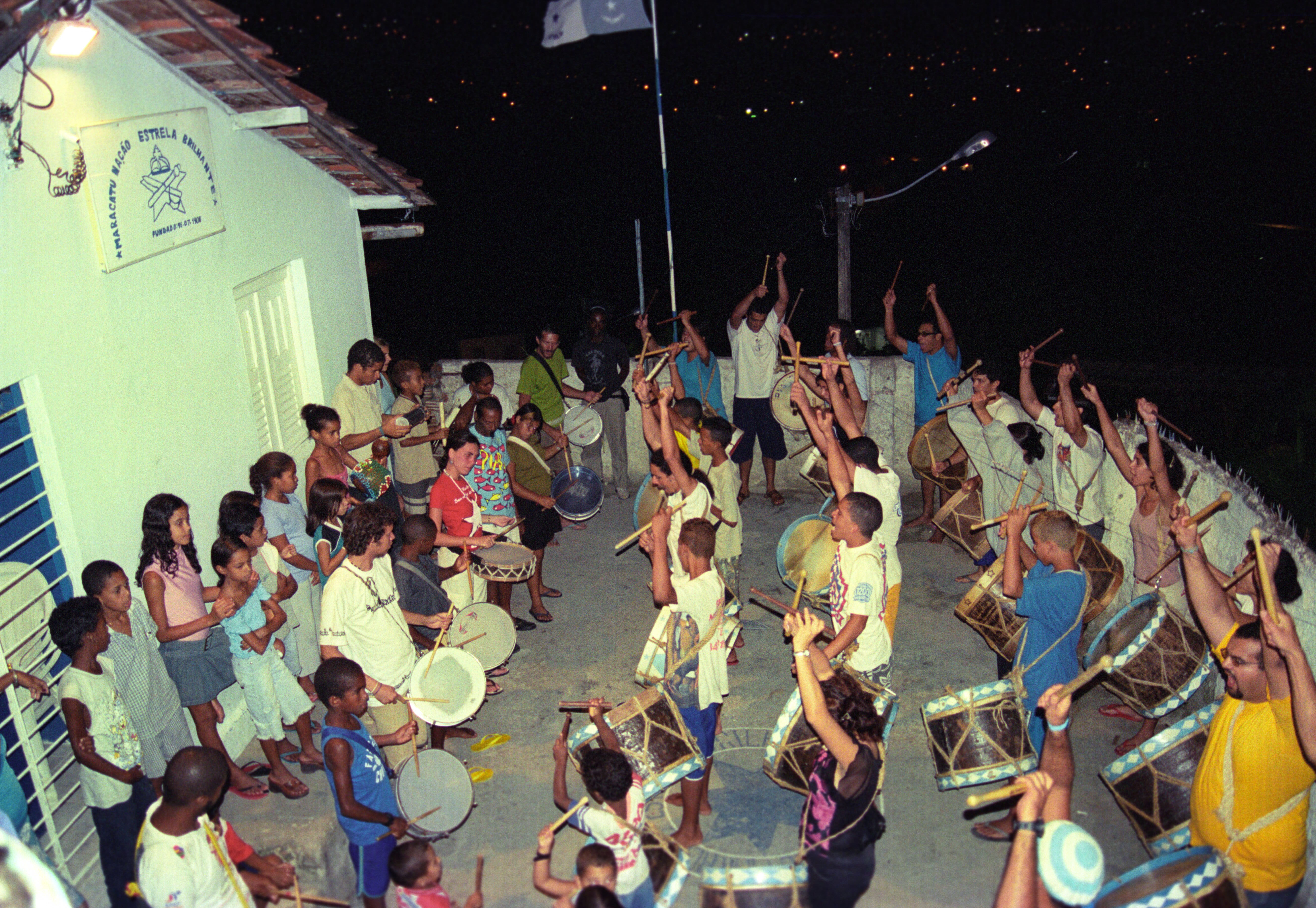
Foto na sede do Maracatu Nação Estrela Brilhante do Recife em 2004.

O Maracatu Nação Estrela Brilhante do Recife é uma nação de maracatu de baque virado de Recife, Pernambuco fundada em 16 de junho de 1906.